# هاري جريبون
هاري جريبون (بالإنجليزية:Harry Gribbon) (مواليد 9 يونيو 1885 - وفيات 28 يوليو 1961). ممثل سينمائي أمريكي . ظهر في 144 فيلما بين عامي 1915 و1938. وهو شقيق الممثل إدي جريبون .

## روابط خارجية
- هاري جريبون على موقع IMDb (الإنجليزية)
- هاري جريبون على موقع قاعدة بيانات برودواي على الإنترنت (الإنجليزية)
- هاري جريبون على موقع قاعدة بيانات الفيلم (الإنجليزية)
- هاري جريبون في قاعدة بيانات الأفلام على الإنترنت